# Ernesto Augusto de Melo Antunes
Ernesto Augusto de Melo Antunes (ur. 2 października 1933 w Lizbonie, zm. 10 sierpnia 1999 w Sintrze) – portugalski polityk, minister.

## Życiorys
W czasie rewolucji goździków w 1974 i później był działaczem Ruchu Sił Zbrojnych. W okresie od lipca 1974 do października 1974 był ministrem bez teki w drugim rządzie tymczasowym Vasco dos Santosa Goncalvesa. W okresie od marca 1975 do sierpnia 1975 był ministrem spraw zagranicznych w czwartym rządzie tymczasowym Vasco dos Santosa Goncalvesa. Ponownie szefem dyplomacji był od września 1975 do lipca 1976 w szóstym rządzie tymczasowym José Baptisty Pinheiro de Azevedo.

## Odznaczenia
- Krzyż Wielki Orderu Wolności (1983)[2]